# فرادات
‌فرادات فرمانده قوم تپور در نبرد هخامنشیان و یونانیان و همچنین والی تپورستان در عهد خشایارشا و اسکندر مقدونی می‌باشد. به گزارش لوسیوس فلاویوس آریان گزنفون مورخ یونانی زمانی که اسکندر به ولایت هیرکانیا رفت قشون خود را سه قسمت کرد؛ قسمتی که از همه زیادتر بود با خود به زادراکرات برد و قسمت دیگر را با کراتر به مملکت تپورها (تپورهای ساکن در هیرکانیا) برد و قسمت سوم را به سرداری اری گیوس مأمور بود که با بار و بنه و خارجی‌ها حرکت کند.
پس از اینکه اسکندر از معابر هیرکانیا گذشت وارد زادراکرات (ساری یا استرآباد) شد در این‌جا کراتر به او رسید. در این هنگام ارته باذ با سه پسر خود که نامشان سوفن و آریوبرزن و ارسام بود نزد اسکندر آمد. فرادات فرمانده تپوری‌ها و نمایندگان یونانی‌های اجیر هم با این‌ها آمدند. اسکندر ارته باذ را به احترام پذیرفت و فرادات را فرمانده تپورها و والی تپورستان ابقا کرد.
پس از آنکه اسکندر وارد شهر آروس گردید و کراتر و اریگسوس را در این‌جا یافت. آن‌ها فرادات حاکم تپوری‌ها را همراه آورده بودند. اسکندر این اسیر را خوب پذیرفت. پس از آن آن مناپیس را که در زمان اُخُس فرار کرده و به دربار فلیپ پناهنده شده بود والی هیرکانیا کرد و فرادات را به حکومت تپورستان ابقا داشت.
اسکندر پس از دست یابی به سرزمین آمارد ولایت آمارد را به تپورستان که والی آن فرادات بود ضمیمه کرد.

## نبرد آماردها و تپورها با اسکندر
کوینت کورس می‌نویسد: در همسایگی هیرکانیا مردمی می‌زیستند که موسوم به ماردها بودند. اینها حاضر نشدند رسولانی نزد اسکندر فرستاده و تمکین کنند. این قضیه بسیار به اسکندر گران آمد و گفت: خیلی غریب است که یک مشت مارد نمی‌خواهند مرا فاتح بدانند. پس از آن از قشون خود عده ای از سپاهیان زبده برداشته و قصد ماردها حرکت کرد و در طلیعه صبح مقابل آنها پدید آمد. ماردها بلندی‌ها رااشغال کرده بودند و اسکندر پس از جنگ آنها را از مواقعشان براند. بر اثر این احوال آنها به داخل مملکت خود عقب نشستند و دهات همجوار به دست مقدونی‌ها افتاد. ولی پس از آن حرکت قشون مقدونی به درون ولایت آنها دچار مشکل گردید، توضیح آنکه جنگل‌های وسیع و کوه‌های بلند در اینجا زیاد بود و بومی‌ها جلگه‌ها را هم با استحکاماتی سد کرده بودند.
کوینت کورس این استحکامات را چنین شرح می‌دهد: مردم طبری مخصوصاً (به عمد) درختان را خیلی نزدیک به هم کاشته‌اند. پس از آنکه این درختها قدری نشو و نما کرد، ماردها جوانه‌های درختان را با دست در خاک فرو می‌برند و هر یک از جوانه‌ها جوانه‌های دیگری را بیرون می‌دهد ولی تپوری‌ها نمی‌گذارند جوانه‌ها به‌طور طبیعی برویند بلکه آنها را بهم نزدیک کرده گره می‌زنند و بعد این ترکه‌ها دارای برگهای ضخیم می‌گردد تمام این زمین را فرو می‌گیرد. بدین ترتیب از جوانه‌ها و شاخ و برگ‌های آنها دامی مانند تور ایجاد شده تمام راه را مسدود می‌دارد. برای حرکت قشون اسکندر چاره ای جز استعمال تبر نبود ولی آنهم در مقابل سختی درختان که از گره‌های زیاد و از شاخه‌های درهم دویده حاصل شده بود به کار نمی‌آمد.
از طرف دیگر مردم طبری در پناه استحکامات خود به مقدونی‌ها باران تیر می‌باریدند. بالاخره اسکندر امر کرد که این جنگل‌ها را از هر طرف احاطه کنند و اگر روزنه‌ای یافتند حمله برند. مقدونی‌ها چنین کردند و چون محل را نمی‌شناختند اغلب مقدونی‌ها راه را گم کردند. در این احوال تپوری‌ها اسب اسکندر که بوسیفال نام داشت را ربودند. اسکندر چون این اسب را خیلی دوست می‌داشت در خشم فرورفت جارچی فرستاده، تهدید کرد که اگر اسب او را پس ندهند به احدی امان نخواهد داد. پس از این تپوری‌ها اسب را به او رد کردند با وجود این اسکندر امر کرد درختان را بیندازند از کوه خاک آورده روی جوانه‌ها و شاخ و برگ‌ها بریزند. مقدونی‌ها به اجرایی امر اسکندر پرداختند و تپوری‌ها چون دیدند استحکامات آنها بدین ترتیب خراب خواهد شد فرستاده‌ای فرستادند و تمکین کردند. پس از آن اسکندر فرادات را حاکم آنها قرار داده و به اردوی خود برگشت.
فرادات حاکم تپورهای بخش شمالی تپورستان (دشت و هامون) بوده که با اسکندر مصالحه نمود و تپورهای بخش جنوبی تپورستان (کوهپایه و کوهستان) فرمانروای دیگری داشتند که حاضر به مصالحه با اسکندر نبودند و در نهایت فرادات بر سرزمین تپورهای کوهستان و آماردها دست یافت.

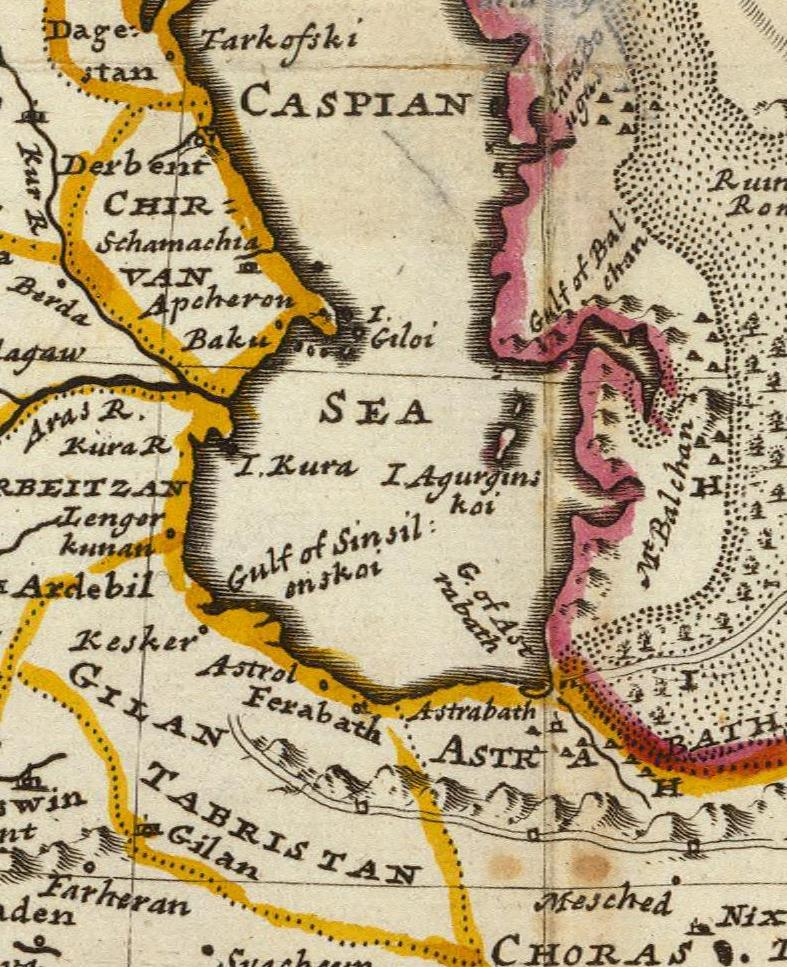
نقشه ای قدیمی که موقعیت شهری بنام فراباد را در شمال ایران نشان می‌دهد.